# Osterzell
Osterzell (mundartlich: Oaschdrzöll) ist eine Gemeinde im schwäbischen Landkreis Ostallgäu und ein Mitglied der Verwaltungsgemeinschaft Westendorf.

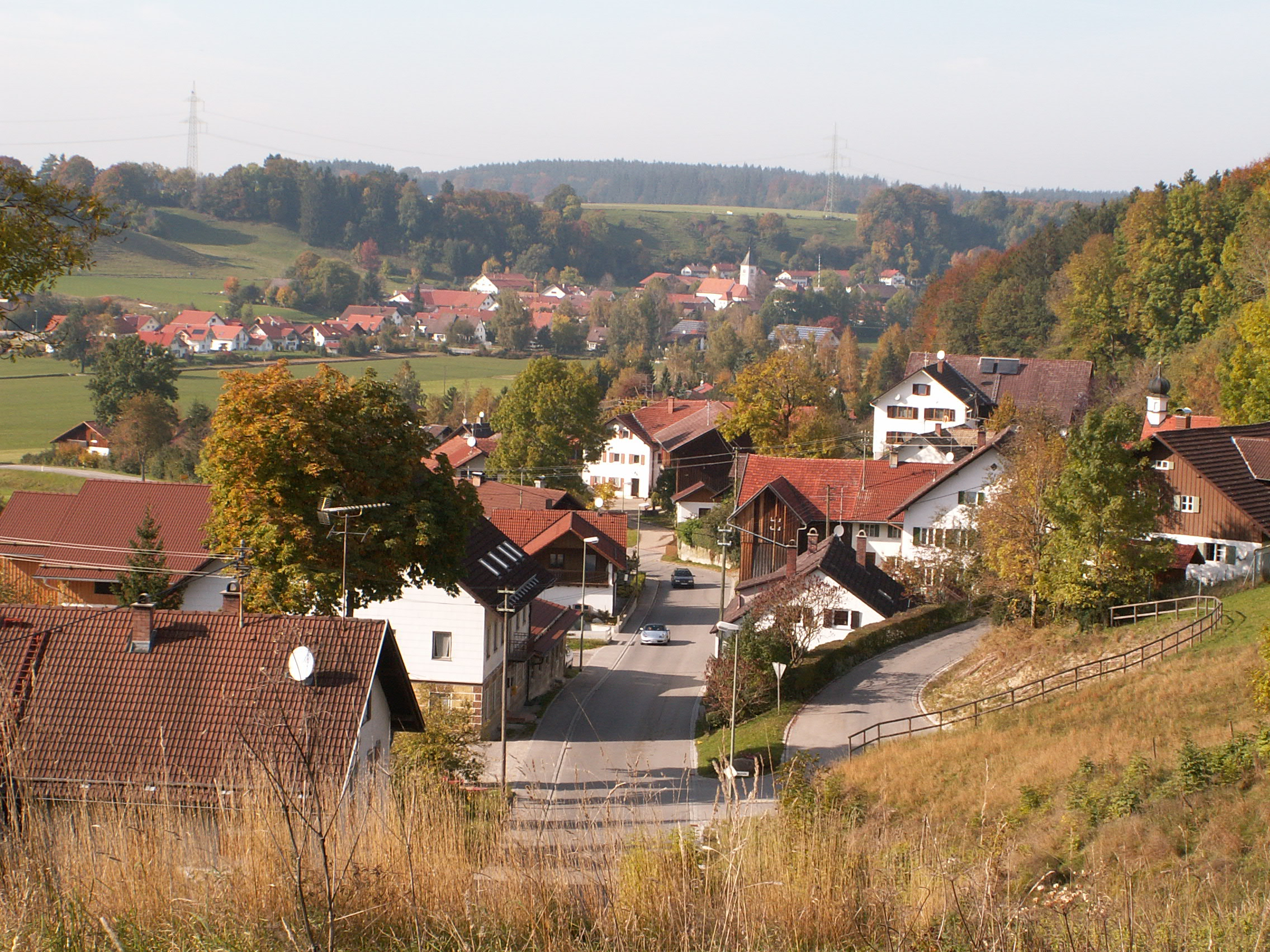
Osterzell von Südosten

## Geografie
Osterzell liegt als eigene Gemarkung am Nordostrand der Allgäuer Landschaft. Östlich der Gemeinde erstreckt sich der Sachsenrieder Forst. Die Gemeinde befindet sich in einer Höhenlage von 719 (Hühnerbach) und 840 m ü. NHN (südöstlich von Ödwang) im Tal des Hühnerbachs zwischen dem Osterzeller Rücken und den Denklinger Forst-Platten der Iller-Lech-Schotterplatten.
Die Gemeinde hat fünf Gemeindeteile (in Klammern ist der Siedlungstyp angegeben):
- Oberzell (Dorf)
- Ödwang (Dorf)
- Osterzell (Pfarrdorf)
- Stocken (Dorf)
- Salabeuren (Einöde)

Auf dem Gemeindegebiet befindet sich die Wüstung Haberatshofen.

## Geschichte
Osterzell war die „östliche Zelle“ des Klosters Kempten, daher der Name. Im 13. Jahrhundert befand sich der Hauptanteil im Besitz der Herrschaft Kemnat. Verschiedene geistliche und weltliche Herren hatten über die Jahrhunderte Rechte und Güter in Osterzell. Darunter längere Zeit die aus der heutigen Region Stuttgart stammenden Herren von Kaltental. Der als wilder Junker Jörg bezeichnete Georg Christoph von Kaltental verkaufte die Herrschaft 1699 an das Kloster Rottenbuch. Das Kloster war zwar nicht reichsunmittelbar, sondern unterstand der bayerischen Landeshoheit. Seine Besitzungen in Schwaben wie die Herrschaft Osterzell waren jedoch reichsunmittelbar und fielen erst 1803 mit der Säkularisation an Bayern. Im Jahr 1818 entstand die Gemeinde.
Am 14. Januar 1771 wurde Matthias Klostermayr, genannt der „Bayrische Hiasl“, der sich dort mit neun Bandenmitgliedern versteckt hielt, im Gasthaus „Zur Post“ gefangen genommen. Der Theater- und Schützenverein sind heute nach ihm benannt. 1949 wurde die Skisprungschanze Osterzell errichtet, auf der von 1950 bis 1961 gesprungen wurde.

## Einwohnerentwicklung
- 1961: 640 Einwohner
- 1970: 607 Einwohner
- 1987: 615 Einwohner
- 1991: 634 Einwohner
- 1995: 645 Einwohner
- 2000: 657 Einwohner
- 2005: 667 Einwohner
- 2010: 644 Einwohner
- 2015: 682 Einwohner
- 2020: 724 Einwohner

Osterzell, die kleinste Gemeinde im Landkreis Ostallgäu, wuchs von 1988 bis 2008 um 36 Einwohner bzw. um ca. 6 %. Zwischen 1988 und 2018 wuchs die Gemeinde von 623 auf 712 um 89 Einwohner bzw. um 14,3 %.

## Politik

### Gemeinderat
Zur Gemeinderatswahl 2020 trat ausschließlich die Liste CSU-Freie Wähler an, die bei einer Wahlbeteiligung von 75,30 % alle acht Sitze erhielt.

### Bürgermeister
Bürgermeister ist seit 2018 Bernhard Bucka (CSU/Freie Wählergruppe), der die Nachfolge des krankheitsbedingt zurückgetretenen Johann Strohhacker (CSU) antrat. Er wurde 2020 mit 87,97 % der Stimmen im Amt bestätigt. Sein Vorgänger war bis 2008 Josef Fleschutz (SPD).

### Steuereinnahmen
Die Gemeindesteuereinnahmen 2013 betrugen 356 T€, davon waren 34 T€ Gewerbesteuereinnahmen (netto).

### Wappen
| Wappen von Osterzell | Blasonierung: „In Rot ein silbernes Zehnendergeweih mit kleeblattförmigem Grind, überhöht von einem silbernen Buchenblatt.“ |
| Wappen von Osterzell | Wappenbegründung: In dieser Form ist das Wappen seit 1950 amtlich. Es enthält Symbole zweier ehemaliger Herrschaftsträger in Osterzell. Das Hirschgeweih ist dem Wappen der Herren von Kaltental entnommen. Das Buchenblatt stammt aus dem Wappen des Klosters Rottenbuch. |

## Bilder

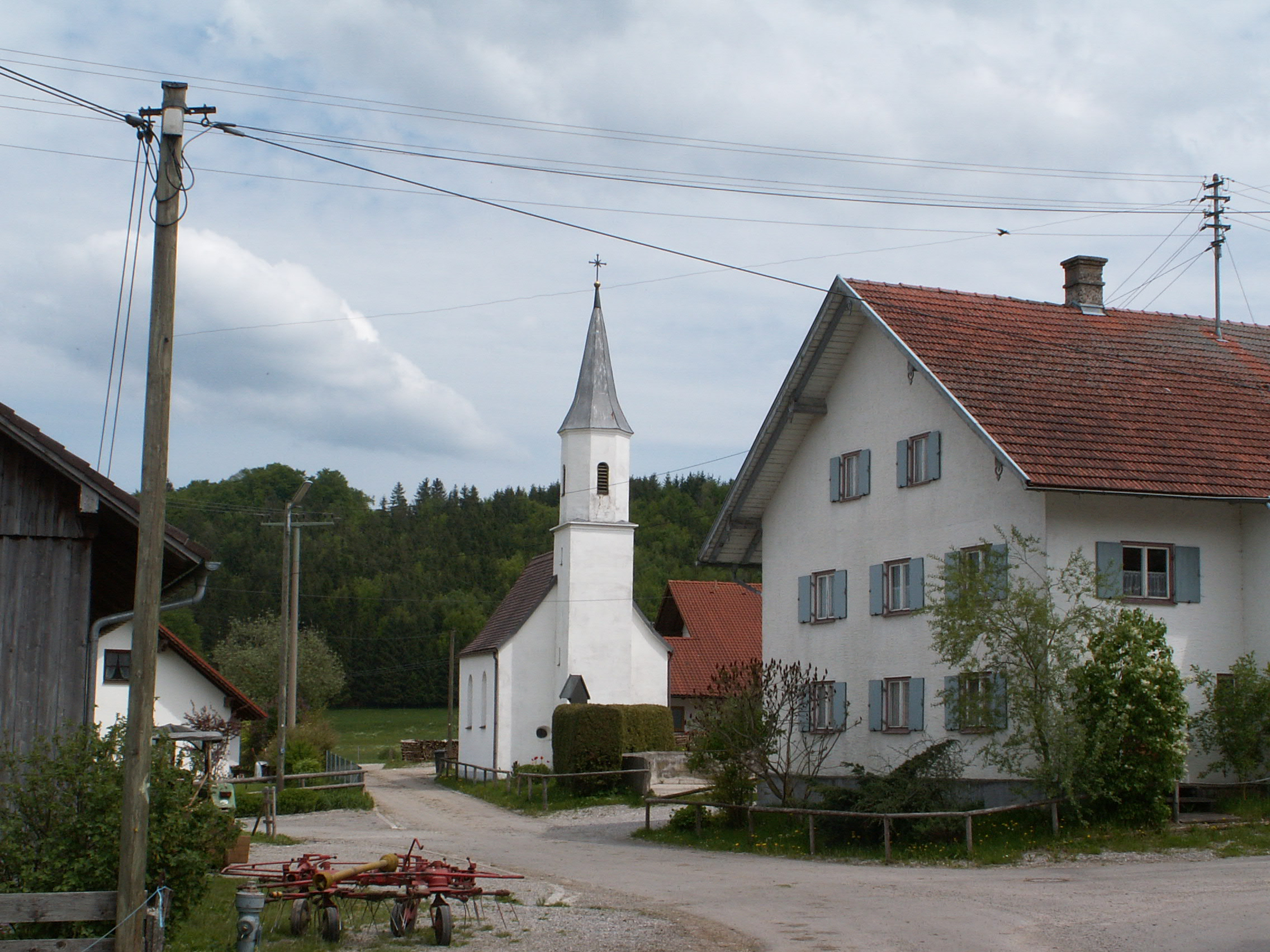
Kapelle in Ödwang
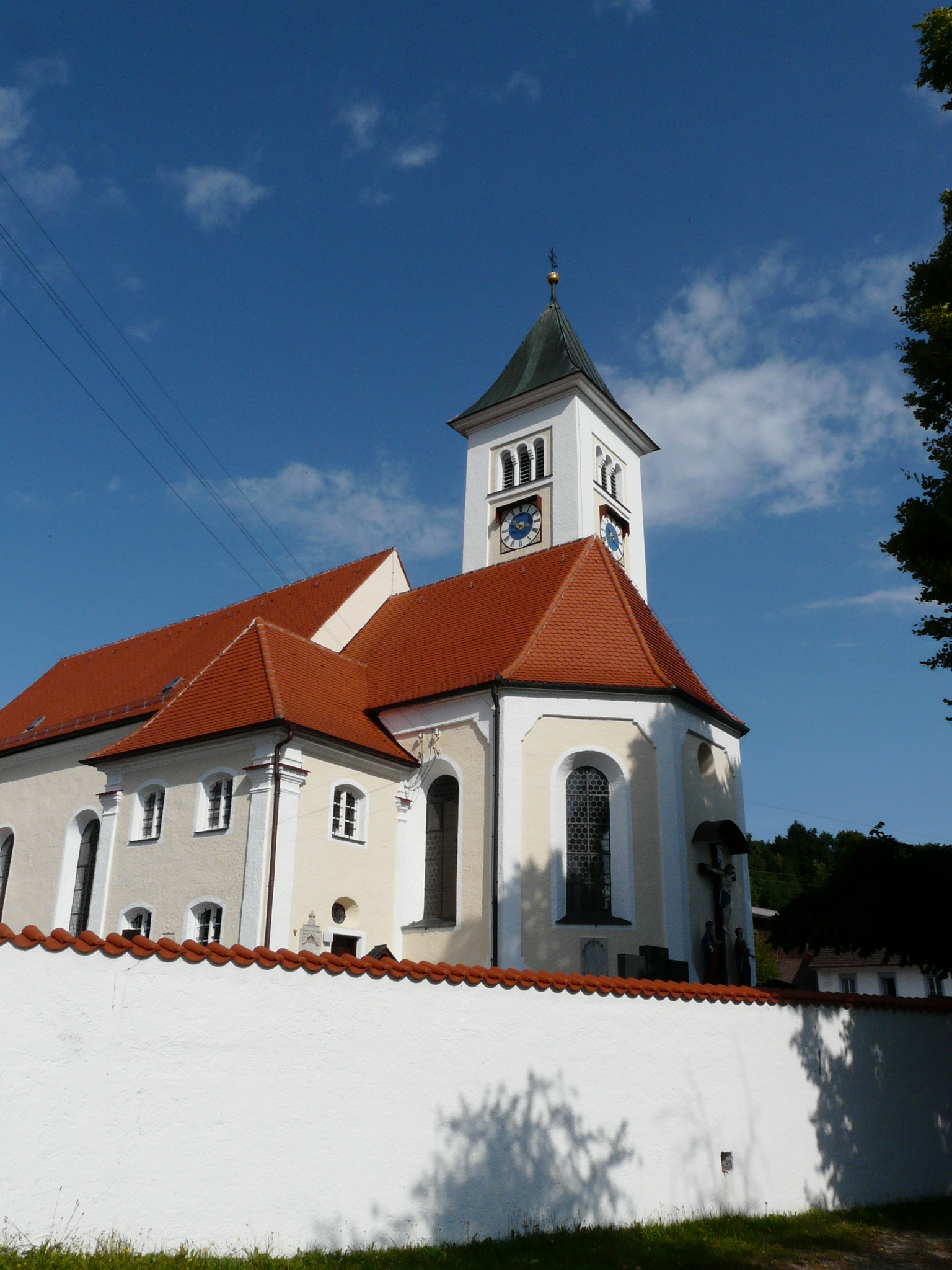
Kirche in Osterzell
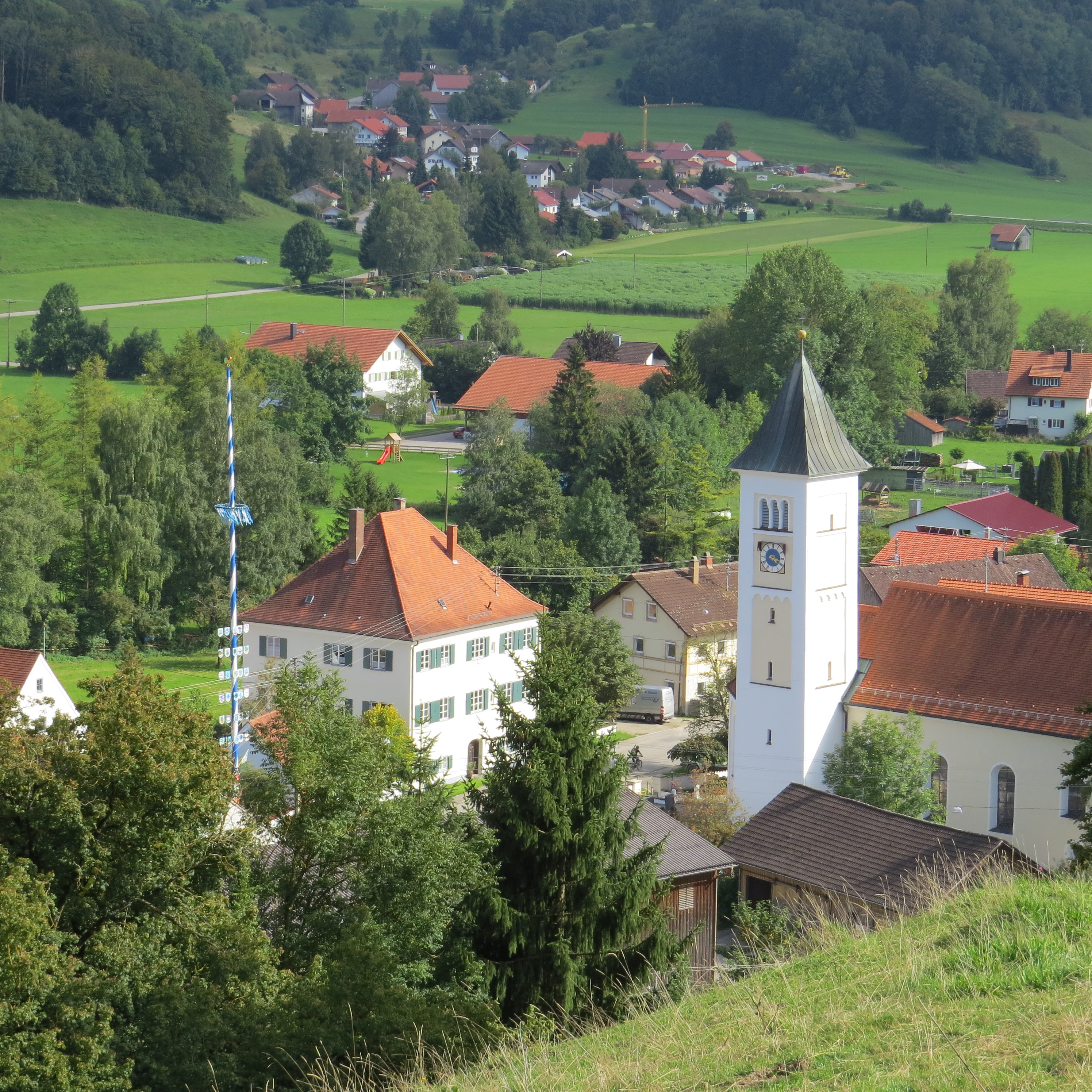
Osterzell von Westen
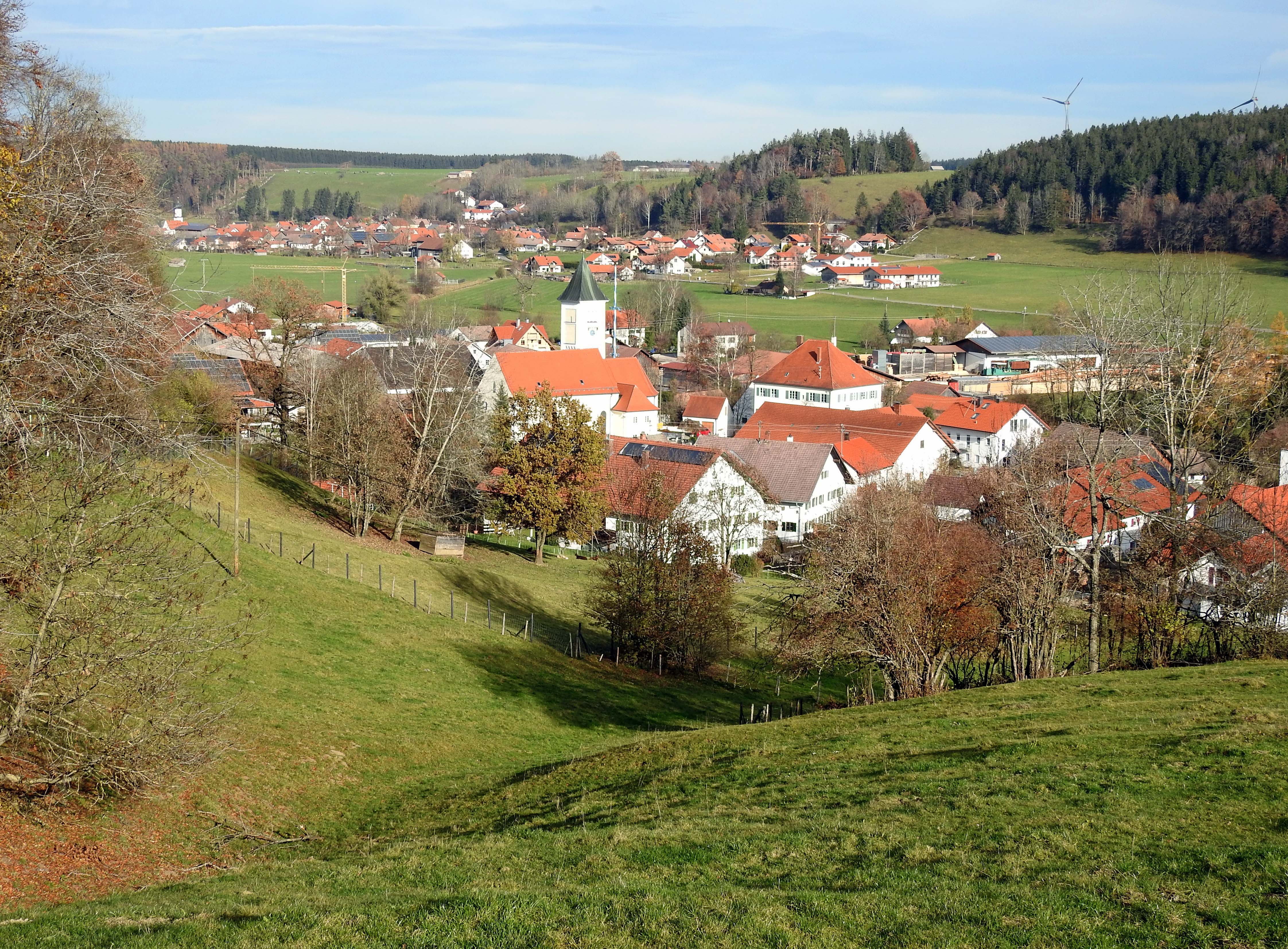
Osterzell von Südwesten
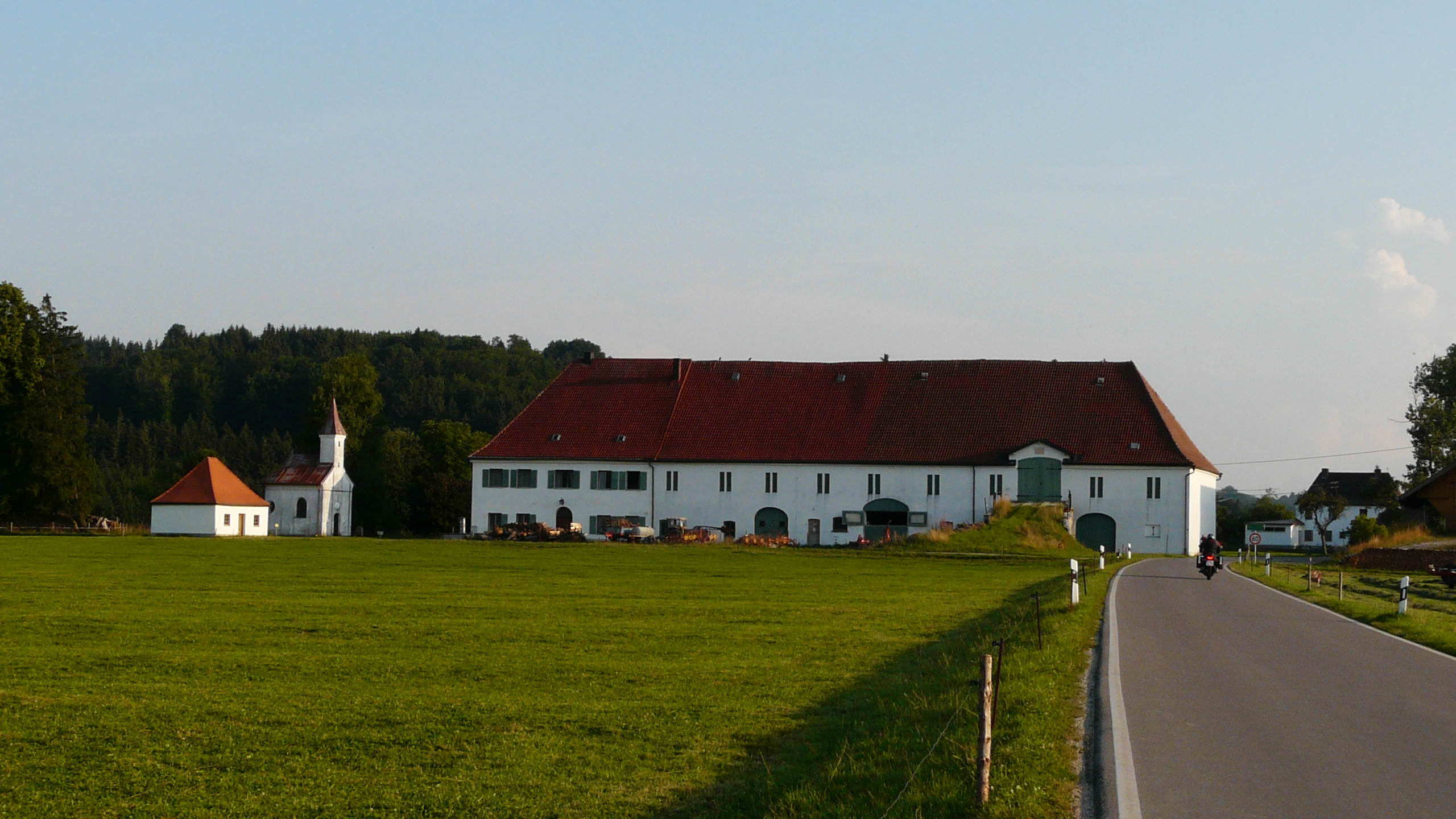
Salabeuren
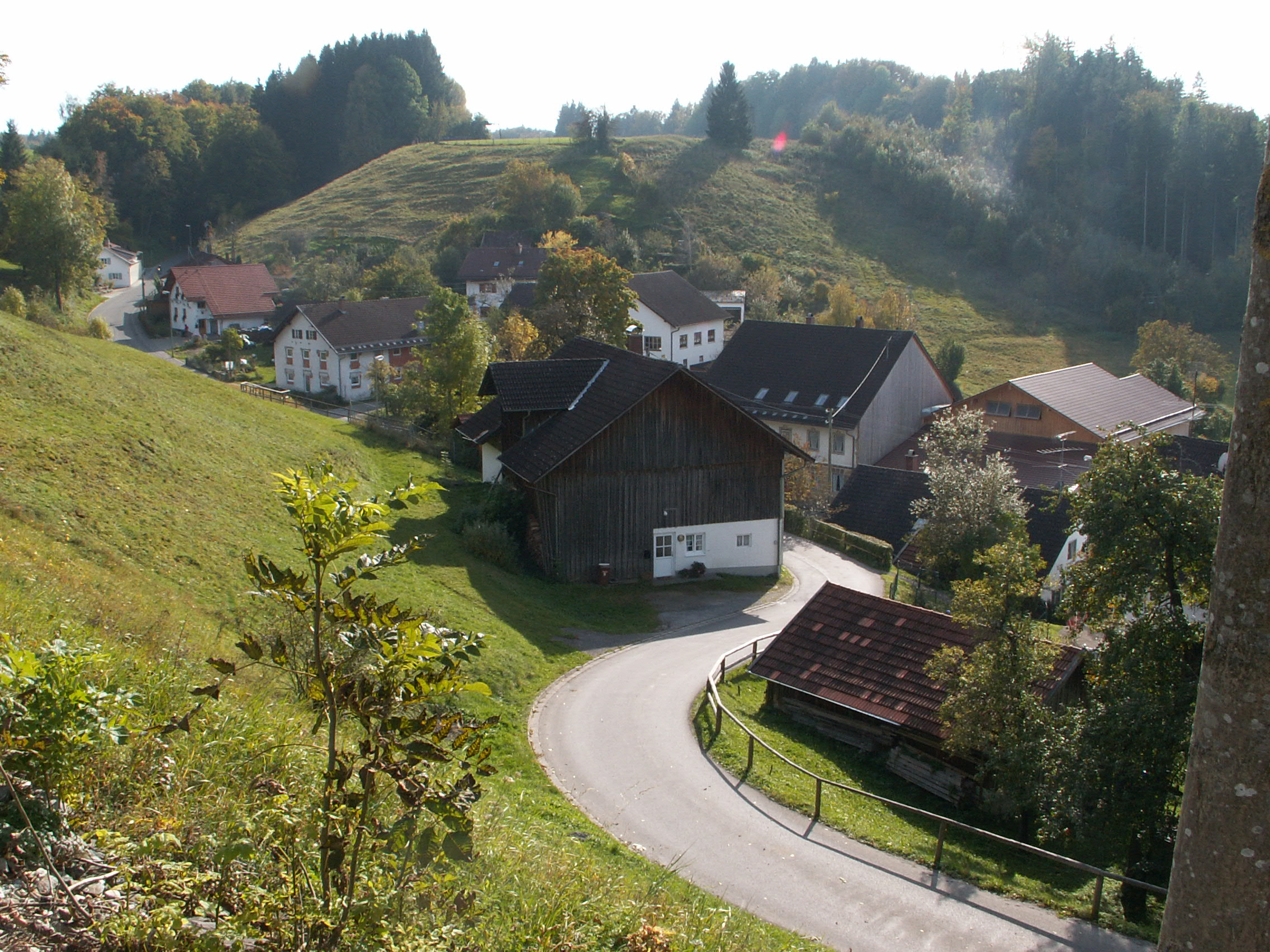
Stocken
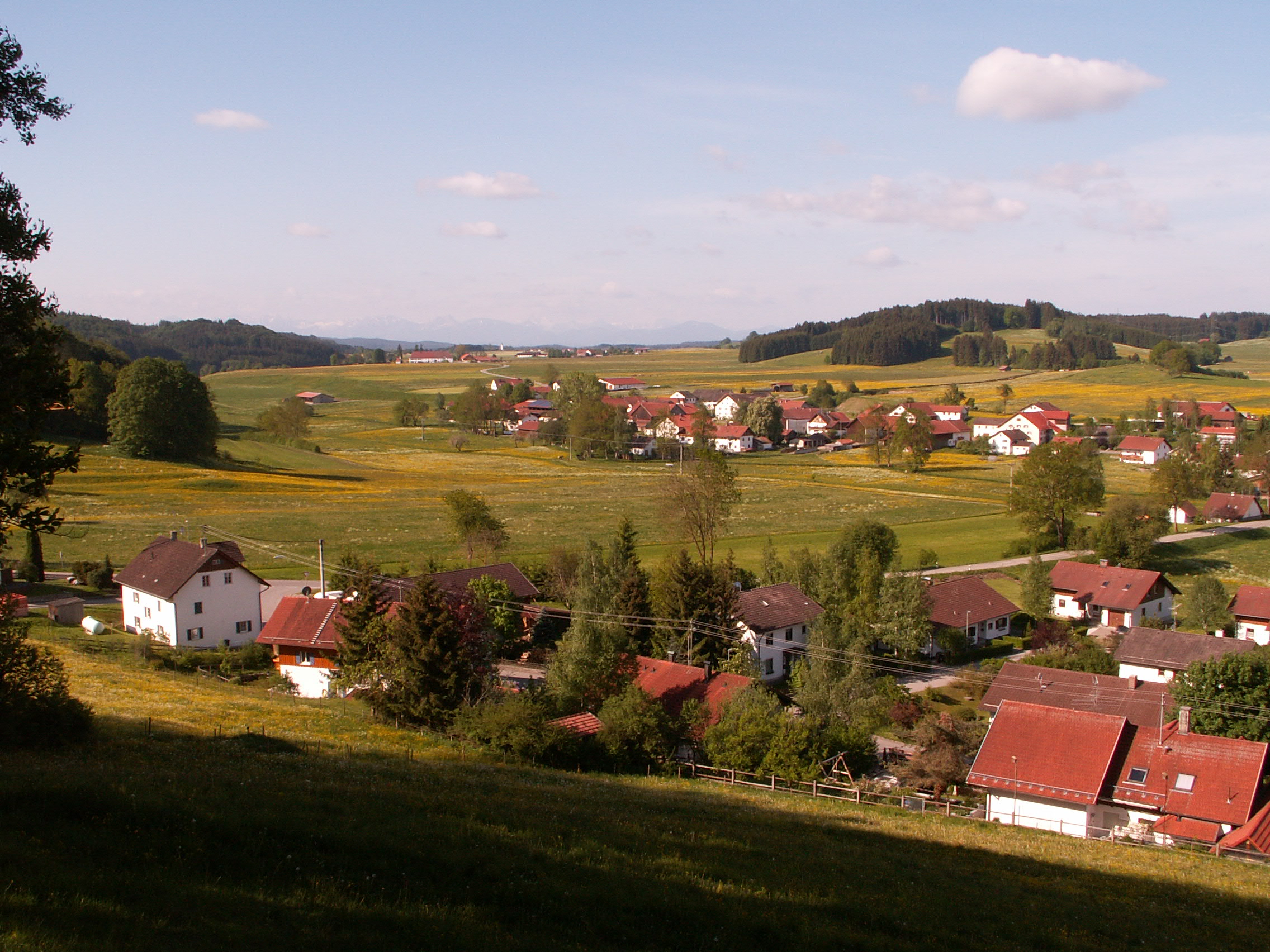
Stocken, Oberzell und Salabeuren

## Wirtschaft und Infrastruktur

### Wirtschaft einschließlich Land- und Forstwirtschaft
Es gab im Jahr 2021 nach der amtlichen Statistik 83 sozialversicherungspflichtig Beschäftigte am Arbeitsort. Am Wohnort waren 309 Personen sozialversicherungspflichtig beschäftigt. Im verarbeitenden Gewerbe gab es einen Betrieb, im Bauhauptgewerbe vier Betriebe. Zudem bestanden im Jahr 2020 24 landwirtschaftliche Betriebe mit einer landwirtschaftlich genutzten Fläche von 679 ha. Davon waren 51 ha Ackerfläche und 627 ha Dauergrünfläche.

### Verkehr

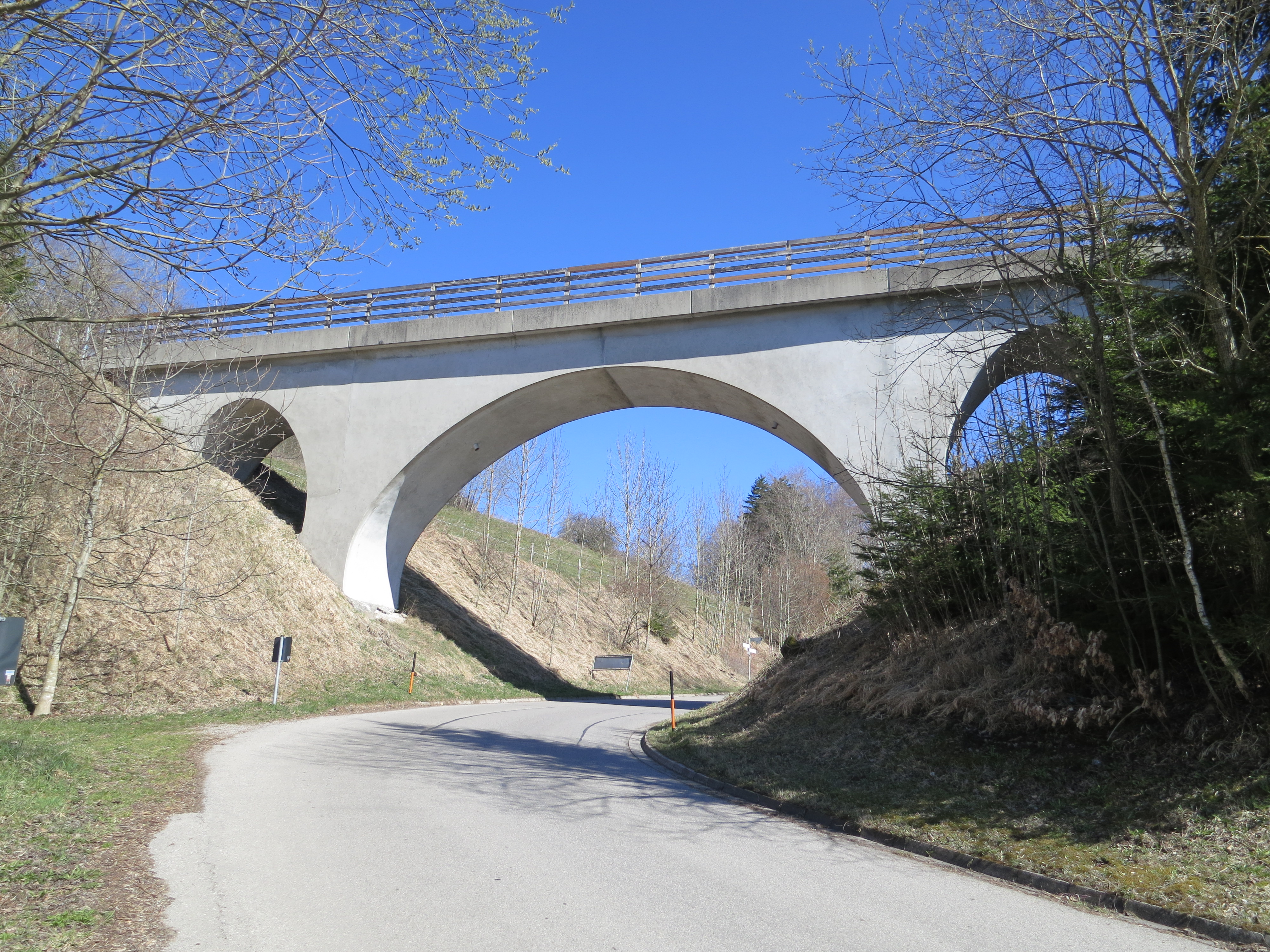
Osterzeller Viadukt

Ab 1923 gab es im Osterzeller Gemeindeteil Stocken einen Haltepunkt an der Bahnstrecke Kaufbeuren–Schongau. 1972 wurde der Personenverkehr eingestellt und die Strecke stillgelegt. Nördlich des Haltepunkts überquerte die Strecke mit dem bis heute erhaltenen dreibogigen Osterzeller Viadukt einen Feldweg.
Heute verlaufen auf dem ehemaligen Bahndamm der Nebenstrecke Kaufbeuren-Schongau die beiden Themenradwege Dampflokrunde sowie das Sachsenrieder Bähnle. Letzteres wurde Ende September 2013 eröffnet und führt auf bzw. neben der Bahnstrecke weiter bis zum Bahnhof Schongau.

### Bildung
Es gibt folgende Einrichtung (Stand: 2022):
- 1 Kindergarten: 38 Kindergartenplätze mit 36 Kindern, darunter neun Kinder unter drei Jahren.

## Persönlichkeiten
- Leon Engler (* 1989), Theater-, Hörspielautor und Dozent